# Colesevelam
Colesevelam (Handelsname Cholestagel) ist ein Ionenaustauscher der Firma Genzyme, der Salze mit den Anionen von Gallensäuren bildet. Er fungiert somit als Gallensäurebinder und hemmt die Resorption von Cholesterin, weswegen er medizinisch zur Behandlung der Hypercholesterinämie eingesetzt wird. Für dieses Anwendungsgebiet ist Colesevelam seit März 2004 in der EU bei Erwachsenen zugelassen; es wird entweder als einziger Wirkstoff oder begleitend zu anderen Therapien (Statine, Ezetimib) eingesetzt.

## Pharmakologie
Colesevelam wird nicht aus dem Magen-Darm-Trakt resorbiert.
Colesevelam bindet Gallensäuren, u. a. Glykocholsäure, die wichtigste Gallensäure beim Menschen. Cholesterol ist der einzige Vorläufer der Gallensäuren. Während der normalen Verdauung werden Gallensäuren in den Darm sezerniert. Ein großer Teil der Gallensäuren wird dann vom Darmtrakt rückresorbiert und über den enterohepatischen Kreislauf wieder zur Leber zurücktransportiert.

## Anwendungsgebiete
Colesevelam ist in Kombination mit einem HMG-CoA-Reduktase-Hemmer (Statin) adjuvant zu einer Diät angezeigt, um eine zusätzliche Reduktion der LDL-Cholesterinwerte bei Patienten mit primärer Hypercholesterolämie zu erzielen, bei denen mit einem Statin allein keine ausreichende Kontrolle möglich ist.
Colesevelam als Monotherapie ist bei Patienten mit isolierter primärer Hypercholesterolämie zur Senkung erhöhter Gesamt- und LDL-Cholesterinspiegel adjuvant zu einer Diät indiziert, wenn ein Statin als unangemessen betrachtet oder nicht gut vertragen wird.
Colesevelam ist zudem seit 2010 zugelassen zur Anwendung in Kombination mit Ezetimib, mit oder ohne ein Statin, bei erwachsenen Patienten mit primärer Hypercholesterinämie,
einschließlich Patienten mit familiärer Hypercholesterinämie.

## Gegenanzeigen
Überempfindlichkeit gegenüber dem arzneilich wirksamen Bestandteil oder einem der sonstigen Bestandteile; Darmverschluss oder Gallengangverlegung.

## Nebenwirkungen
In kontrollierten klinischen Studien mit ca. 1400 Patienten wurden die folgenden unerwünschten Arzneimittelwirkungen bei Patienten berichtet, die mit Colesevelam behandelt wurden. Bei der Berichterstattung wird nach sehr häufig (≥1/10), häufig (≥ 1/100, 51/10), gelegentlich (≥ 1/1000, 51/100), selten (≥ 1/10.000, 51/1000) und sehr selten (51/10.000) einschließlich Einzelfälle unterschieden:
Sehr häufig treten unerwünschte Wirkungen im Gastrointestinaltrakt auf wie Flatulenz, Verstopfung; Häufig: Erbrechen, Diarrhö, Dyspepsie, Abdominalschmerzen, Stuhlanomalien, Übelkeit. Häufig werden Kopfschmerzen und erhöhte Triglyceride im Blutserum beobachtet. Gelegentlich treten  Myalgie und erhöhte Transaminasen im Blutserum auf.
Die Hintergrundinzidenz von Flatulenz und Diarrhö war bei Patienten, die in den gleichen kontrollierten klinischen Studien das Placebo erhielten, höher. Nur Verstopfung und Dyspepsie wurden von einem höheren Prozentsatz der Patienten, die Cholestagel erhielten, im Vergleich zum Placebo berichtet. Die Nebenwirkungen waren in der Regel leicht oder mäßig schwer.
Bei Anwendung von Colesevelam in Kombination mit Statinen kam es gegenüber der Behandlung mit Statinen allein nicht zu unerwarteten häufigen Nebenwirkungen.

## Handelsnamen
Cholestagel (EU), WelChol (USA)